# Idionella nesiotes
Idionella nesiotes là một loài nhện trong họ Linyphiidae.
Loài này thuộc chi Idionella. Idionella nesiotes được miêu tả năm 1924 bởi Crosby.